# Blater
Blater is een bestuurslaag in het regentschap Purbalingga van de provincie Midden-Java, Indonesië. Blater telt 3640 inwoners (volkstelling 2010).